# Roquebrune, Gironde
Roquebrune är en kommun i departementet Gironde i regionen Nouvelle-Aquitaine i sydvästra Frankrike. Kommunen ligger i kantonen Monségur som tillhör arrondissementet Langon. År 2022 hade Roquebrune 281 invånare.

## Befolkningsutveckling
Antalet invånare i kommunen Roquebrune
Referens:INSEE